# Эвондо
Эвондо, яунде — язык банту, один из языков Камеруна, лингва франка в Центральном и Южном регионе, близок к языкам булу, этон, фанг. Распространён в департаментах Мфунди, Мефу и Афамба, Мефу и Аконо, Ньонг и Соо, Ньонг и Мфуму (Центральный регион) и в части департамента Осеан (Южный регион). Количество говорящих — 578 000 человек (1982).
| Алфавит эвондо | Алфавит эвондо | Алфавит эвондо | Алфавит эвондо | Алфавит эвондо | Алфавит эвондо | Алфавит эвондо | Алфавит эвондо | Алфавит эвондо | Алфавит эвондо | Алфавит эвондо | Алфавит эвондо | Алфавит эвондо | Алфавит эвондо | Алфавит эвондо | Алфавит эвондо | Алфавит эвондо | Алфавит эвондо | Алфавит эвондо | Алфавит эвондо | Алфавит эвондо | Алфавит эвондо |
| -------------- | -------------- | -------------- | -------------- | -------------- | -------------- | -------------- | -------------- | -------------- | -------------- | -------------- | -------------- | -------------- | -------------- | -------------- | -------------- | -------------- | -------------- | -------------- | -------------- | -------------- | -------------- |
| A              | B              | D              | E              | Ǝ              | F              | G              | I              | K              | L              | M              | N              | Ŋ              | O              | Ɔ              | S              | T              | U              | V              | W              | Y              | Z              |
| a              | b              | d              | e              | ǝ              | f              | g              | i              | k              | l              | m              | n              | ŋ              | o              | ɔ              | s              | t              | u              | v              | w              | y              | z              |